# Новата (Оклахома)
Новата (англ. Nowata) — місто (англ. city) в США, в окрузі Новата штату Оклахома. Населення — 3517 осіб (2020).

## Географія
Новата розташована за координатами 36°41′55″ пн. ш. 95°38′18″ зх. д. / 36.69861° пн. ш. 95.63833° зх. д. (36.698552, -95.638207).  За даними Бюро перепису населення США в 2010 році місто мало площу 8,68 км², уся площа — суходіл.

## Демографія
Згідно з переписом 2010 року, у місті мешкала 3731 особа в 1536 домогосподарствах у складі 967 родин. Густота населення становила 430 осіб/км².  Було 1781 помешкання (205/км²).
Расовий склад населення:
| - 62,7 % — білих - 21,0 % — корінних американців - 4,3 % — чорних або афроамериканців - 0,2 % — азіатів |

До двох чи більше рас належало 11,1 %. Частка іспаномовних становила 2,6 % від усіх жителів.
За віковим діапазоном населення розподілялося таким чином: 25,2 % — особи молодші 18 років, 55,3 % — особи у віці 18—64 років, 19,5 % — особи у віці 65 років та старші. Медіана віку мешканця становила 39,1 року. На 100 осіб жіночої статі у місті припадало 90,6 чоловіків;  на 100 жінок у віці від 18 років та старших — 86,0 чоловіків також старших 18 років.
Середній дохід на одне домашнє господарство  становив 38 553 долари США (медіана — 28 378), а середній дохід на одну сім'ю — 48 454 долари (медіана — 44 350). Медіана доходів становила 45 588 доларів для чоловіків та 31 538 доларів для жінок. За межею бідності перебувало 26,1 % осіб, у тому числі 33,9 % дітей у віці до 18 років та 13,7 % осіб у віці 65 років та старших.
Цивільне працевлаштоване населення становило 1257 осіб. Основні галузі зайнятості: освіта, охорона здоров'я та соціальна допомога — 31,2 %, виробництво — 12,7 %, роздрібна торгівля — 9,9 %, мистецтво, розваги та відпочинок — 8,1 %.